# راجارام اول
راجارام اول (راجارم بونسال، تلفظ مراتی: [[ɾaːd͡ʒaɾaːm ˈbʱos(ə)le] ؛ ۲۴ فوریه ۱۶۷۰ - ۳ مارس ۱۷۰۰)، همچنین با نام رام راجه شناخته می‌شود ،  سومین پادشاه ( چاتراپاتی ) پادشاهی مراتا بود که از سال ۱۶۸۹ تا زمان مرگش در سال ۱۷۰۰ حکومت کرد. او پسر دوم شیواجی ، بنیانگذار پادشاهی و برادر کوچکتر سامباجی بود که جانشین او شد. سلطنت یازده ساله او با مبارزه مداوم علیه مغول‌ها مشخص شد. پس از او، پسر نوزادش شیواجی دوم تحت نایب‌السلطنه راجماتا مهارانی تارابای جانشین او شد .

## زندگینامه

### اوایل زندگی
راجارام در 24 فوریه 1670 در سلسله بونسل از شیواجی و همسر دومش، سویارابای ، به دنیا آمد . او سیزده سال از برادرش، سامباجی، کوچکتر بود . با توجه به روحیه جاه‌طلبانه سویارابای، راجارام پس از مرگ پدرش در سال 1680 در سن 10 سالگی بر تخت سلطنت مراتا نشست. با این حال، ژنرال‌های مراتا سامباجی را به عنوان پادشاه می‌خواستند و بنابراین سامباجی تاج و تخت را به دست گرفت. پس از مرگ سامباجی به دست مغول‌ها در سال 1689، راجارام به طور غیررسمی به عنوان چاتراپاتی و به عنوان نایب‌السلطنه برادرزاده‌اش شاهو اول تاجگذاری کرد .  او سوگند یاد کرد که انتقام اعدام برادرش را بگیرد .
راجارام سه بار ازدواج کرد. اولین ازدواج او در سن ده سالگی با جانکیبای ، دختر پنج ساله رئیس ارتش شیواجی، پراتاپرائو گوجار، بود .  همسران دیگر او تارابای ، دختر سارسناپاتی هامبیرائو موهیته ، ژنرال ارتش مراتا که جانشین پراتاپرائو شد، و راجاسبای از خانواده بانفوذ گاتگه از کاگال بودند. راجارام سه پسر داشت،

## سلطنت و حمله مغول ها
س از اعدام سامباجی توسط مغول‌ها، راجارام به طور غیررسمی در 12 مارس 1689 در ریگاد تاجگذاری کرد. راجارام سپس به سمت معبد بهاوانی در پراتاپگاد حرکت کرد .  او ضمن بازدید از قلعه‌هایی که در طول مسیر قرار داشتند، آنها را مجهز به آذوقه و سلاح کرد. 
هنگامی که مغول‌ها به رهبری اعتقاد خان (بعدها ذوالفقار خان ) در 25 مارس 1689 محاصره منطقه اطراف ریگاد را آغاز کردند، سانتاجی غورپاده ، ژنرال راجارام، یک ضدحمله ترتیب داد.  نقشه سانتاجی این بود که ارتش مراتا در فالتان مستقر شود و از آن پایگاه توجه ژنرال‌های مغول را جلب کند، در حالی که سانتاجی و یک گروه کوچک سواره نظام به اردوگاه اصلی مغول در تولاپور حمله می‌کردند و در صورت امکان اورنگ زیب را در میان ارتشش می‌کشتند. سانتاجی و ویتوجی چاوان، فرمانده دوم او، یک گروه دو هزار نفره را برای این منظور به سمت تولاپور رهبری کردند. با رسیدن مخفیانه به اردوگاه مغول، آنها به سمت غرفه اورنگ زیب هجوم بردند، طناب‌های نگهدارنده را بریدند و عمارت پارچه‌ای عظیم با یک ضربه فرو ریخت و همه افراد داخل آن کشته شدند.  بعدها مشخص شد که اورنگ زیب آن شب تصادفاً در چادر دخترش بوده و از مرگ گریخته است. 
پس از مدتی استراحت در سینهاگاد، سانتاجی نیروهای مراتا را به سمت پایین بهور گات هدایت کرد و به عقب ارتش ایتیکاد خان که ریگاد را محاصره کرده بودند حمله کرد و پنج فیل جنگی امپراتوری مغول را با خود برد. پس از این، نیروهای مراتا به فرماندهی داناجی جادهاو و سانتاجی به مقرب خان ، ژنرال مغول مسئول تصرف سمباجی، در بهودرگاد، در 45 مایلی جنوب کولاپور، حمله کرده و او را کاملاً شکست دادند. مقرب خان و پسرش به شدت زخمی شدند و تا اردوگاه مغول در کولاپور تعقیب شدند و تمام غنایم آنها به غنیمت گرفته شد. 
اورنگ زیب که مصمم بود به هر قیمتی ریگاد را تصرف کند، به ارسال نیروهای کمکی برای اعتقاد ذوالفقار خان ادامه داد، که به زودی توانست به پنهالا نیز حمله کند. راجارام که در پنهالا بود، از میان خطوط محاصره گریخت.
سپس یک ارتش ۳۰۰ نفره مراتا با مغول‌ها جنگید و پادشاه جدید مراتا، راجارام، را از طریق قلعه‌های پراتاپگاد و ویشالگاد از طریق گذرگاه کاولیا به قلعه جینجی در ایالت تامیل نادو امروزی فراری داد . راجارام و باهری پس از عبور از رودخانه تونگابهادرا که پر از تمساح بود، سوار بر پشت بهیرجی گورپاده،  با لباس مبدل به کلادی (نزدیک ساگار امروزی در کارناتاکا) رسیدند و وارد قلمرو قاسم خان شدند. طبق گفته کلادینریپاویجایا از لینگانا، راجارام و باهری از ملکه چنامما از کلادی کمک خواستند - که حمله مغول‌ها را مهار کرد تا عبور ایمن و فرار راجارام را تضمین کند. برای مجازات چنامما، اورنگ زیب، جانیسار خان، ماتابار خان و شرزا خان را فرستاد که قلعه‌های مادهاوپورا، آنانتپور را تصرف و بدنور را محاصره کردند، در حالی که چنامما برای نجات جان خود به بووانگیری فرار کرد. سپس ژنرال مراتا، سانتاجی غورپاده، سه خان را شکست داد و از چنامما محافظت کرد و تلاش‌های خان‌ها برای تعقیب راجارام را خنثی کرد.  راجارام پس از یک ماه و نیم در اول نوامبر 1689 به جینجی رسید. جزئیات فرار او از زندگینامه شاعرانه ناقص راجارام، راجاراماچاریتا، که توسط راجپوروهیتای او ، کشاو پاندیت ، به زبان سانسکریت نوشته شده است ، مشخص است .  پس از شکست دادن مغول‌ها، راجارام برادر مرحوم خود را سوزاند.

## محاصره جینجی
اورنگ زیب، غازی الدین فیروز جونگ را برای مقابله با مراتهه‌ها در دکن فرستاد و به طور ویژه ذوالفقار خان نصرت جونگ را برای تصرف قلعه جینجی فرستاد . او در سپتامبر 1690 آن را محاصره کرد . هنگامی که راجارام از ماهاراشترا به جینجی عقب‌نشینی کرد، عملاً هیچ پولی در خزانه‌اش وجود نداشت. رایگاد، پایتخت پادشاهی مراتهه، به دست اورنگ زیب افتاد. هیچ ارتش یا دولت متمرکز مراتهه عملاً وجود نداشت. در این شرایط نامطلوب، راجارام و مشاورانش مجبور شدند برای حفظ خدمات و وفاداری یاران خود، املاک فئودالی را به عنوان مشوق به آنها پیشنهاد دهند. 
حکومت راجارام عمداً بسیاری از روسای مراتا را که خدمت به مغولان را پذیرفته بودند، از خود راند. در عوض، اورنگ زیب به طور گسترده زمین، عناوین و پاداش‌هایی را به عنوان مشوق به اربابان مراتا پیشنهاد داد تا از راجارام دست بکشند و خدمت به مغولان را بپذیرند. حکومت مراتا نیز همین روش‌ها را برای مقابله با آنها اتخاذ کرد. 
محاصره جینجی تا سال‌های 1694 و 1695 ادامه یافت.  پس از سه تلاش ناموفق مغول‌ها برای فتح جینجی، این شهر در 8 ژانویه 1698 تصرف شد. با این حال، راجارام به دلیل مداخله خانواده شرکه که او را در اردوگاه مغول‌ها پنهان کرده و سپس اسب‌هایی برای سفر به ولور و سپس به ویشالگاد به او داده بودند، با موفقیت فرار کرد . 

## سانتاجی و داناجی
نوشتار اصلی: محاصره پنهالا ۱۶۹۴-۱۶۹۶
راجارام از ۱۱ نوامبر ۱۶۸۹ قلعه جینجی را اشغال کرده بود، اما قبل از سقوط آن در سال ۱۶۹۸ آنجا را ترک کرد. راجارام سپس دربار خود را در قلعه ساتارا مستقر کرد .
راجارام سپس اهداف خود را بر بسیج ارتش مراتا برای بیرون راندن مهاجمان مغول قرار داد. 
در سال ۱۶۹۱، راجارام به عنوان طعنه‌ای مستقیم به تجاوز مغولان در دکن و برای به رخ کشیدن روحیه‌ی بی‌باکانه‌ی مراتهه‌ها، جوایز ناچیزی را برای ژنرال‌هایش در ازای تصرف شهرهای مغول تعیین کرد که عمداً ناچیز بودند. یکی از این چالش‌ها به شرح زیر بود: «با توجه به اینکه به وضوح آمادگی شما را برای ترک خدمت مغولان و بازگشت به چاتراپاتی‌ها برای دفاع از دارما ماهاراشترا درک کرده‌ایم، برای هزینه‌های شخصی خودتان و سربازانتان مستمری سالیانه تعیین می‌کنیم...». هانمانترائو گورپاده مستحق دریافت ۶۲۵۰۰ هان پس از تصرف رایگاد ، ۶۲۵۰۰ هان پس از تصرف بیجاپور ، ۶۲۵۰۰ هان پس از تصرف باگاناگر ، ۶۲۵۰۰ هان پس از تصرف اورنگ آباد و ۲۵۰۰۰۰ هان پس از تصرف خود دهلی بود . به همین ترتیب، کریشناجی گورپاده پس از فتح قلمرو رایگاد ، 12500 هان، پس از فتح بیجاپور 12500 هان ، پس از فتح باگاناگار 12500 هان ، پس از فتح اورنگ آباد 12500 هان و پس از فتح دهلی 50000 هان دریافت کرد . 
راجارام همچنین قصد داشت دهلی را تصرف کند، هرچند ناموفق بود. 
دسته‌های مراتهه که با آرزوی انتقام گرفتن از اشتباهات خود برانگیخته شده بودند، در سرزمین‌های وسیعی از خاندش تا ساحل جنوبی ، گجرات ، بغلان ، گندوانا و کارناتاکا پراکنده شدند ، پایگاه‌های مغول را ویران کردند، ارتش‌های آنها را نابود کردند، خراج گرفتند، گنجینه‌ها، حیوانات و ذخایر تجهیزات اردوگاه مغول را غارت کردند. 
راجارام با وجود خطر قریب‌الوقوع، به هدف خود دست یافته بود و در جینجی چیزی را که محققانی مانند سی. ای. کینکید آن را «محاصره‌ای به سختی کوتاه‌تر از محاصره تروی با مهارت و شجاعت و بیشتر از بخت و اقبال هکتور » می‌نامند، تحمل کرده بود. 

## مرگ
راجارام نیروی بزرگی از مراتهه را برای حمله به شهر مغولی جالنا رهبری کرد که با موفقیت آن را غارت و به آتش کشید. با ورود به دره گوداواری، او پایتان ، بید و دیگر شهرهای اشغال شده توسط مغولان در امتداد سواحل رودخانه را غارت کرد. به جای پیشروی بیشتر، او به سمت سینهاگاد برگشت تا غنایم جمع شده را به آنجا منتقل کند که ارتش پر از بار او توسط ذوالفقار خان در کمین افتاد . راجارام قبل از رسیدن به سینهاگاد، یک سری عملیات مداوم در عقب جبهه به مدت پنجاه مایل انجام داد. سختی‌ها و در معرض تعقیب و گریز بودن، ضعف ریه‌های راجارام را که در جینجی منقبض شده بود، تشدید کرده بود . 
پس از چند روز تب شدید همراه با خونریزی‌های مکرر شروع شد. راجارام که می‌دانست پایان کارش نزدیک است، شورای خود را فراخواند و به آنها دستور داد تا زمانی که شاهزاده شاهو آزاد نشده و مغول‌ها از سرزمین مراتاها رانده نشده‌اند، از تلاش‌های خود در جنگ آزادی‌بخش دست نکشند. راجارام در سال 1700 در سینهاگاد نزدیک پونا در ماهاراشترا بر اثر بیماری ریوی درگذشت و بیوه‌ها و نوزادانی را از خود به جا گذاشت. مراسم تشییع جنازه راجارام توسط جیواجیراجه بونسل، از نوادگان ویتوجی بونسل، برادر کوچکتر مالوجی بهوساله و عموی بزرگ چاتراپاتی شیواجی، انجام شد . برای زنده نگه داشتن یاد راجارام، رامچاندرا باودکار معبدی برای شیوا در حاشیه قلعه سینهاگاد ساخت. این معبد با زمین و پول وقف شد و همچنان پابرجاست. آمبیکابای،  یکی از بیوه‌های او، پس از مرگ راجارام، مراسم ساتی را انجام داد.  بسیاری از داستان‌های عامیانه بر قدرت تقوای او متمرکز هستند. 
تارابای ، بیوه راجارام ، سپس پسر جوان خود، شیواجی دوم، را به عنوان چاتراپاتی شیواجی که توسط شیواجی اول پیشگویی شده بود، اعلام کرد که قرار است تمام هند را از اتک تا رامشوارام فتح کند ، و این برخلاف تصور رایج بود که شاهو اول (که نام اصلی او شیواجی بود) قرار بود همان شیواجی باشد که در موردش پیشگویی شده بود و به عنوان نایب السلطنه پسرش حکومت می‌کرد. با این حال، آزادی شاهو ، توسط جانشینان اورنگ زیب، منجر به درگیری داخلی بین تارابای و شاهو شد و دومی به عنوان مدعی موفق تاج و تخت مراتا در ساتارا ظاهر شد.  تارابای یک کرسی جداگانه در کولهاپور تأسیس کرد و پسرش را به عنوان رقیب چاتراپاتی منصوب کرد. او به زودی توسط راجاسبای، دیگر بیوه بازمانده راجارام، برکنار شد. او پسر خود از راجارام به نام سمباجی دوم را بر تخت کولهاپور نشاند. نسل کولهاپور تا به امروز از طریق جانشینی طبیعی و فرزندخواندگی‌ها طبق آداب و رسوم هندو ادامه یافته است. کرسی ساتارا پس از آنکه به اصرار تارابای، توسط شاهو که وارث مرد طبیعی نداشت، به نوه راجارام به نام راماراجا منتقل شد، به او رسید. بعدها تارابای او را طرد کرد و گفت که او یک شیاد را به شاهو معرفی کرده است